# 劉璧 (鄰水縣知縣)
劉璧（？年—？年），陝西平涼府涇州靈臺縣人，崇禎閒嵗貢，任四川大竹縣學訓導，知府黄某委署四川鄰水縣知縣，以母年高辭歸。